# Poecilonola minora
Poecilonola minora är en fjärilsart som beskrevs av Van Eecke. Poecilonola minora ingår i släktet Poecilonola och familjen trågspinnare. Inga underarter finns listade i Catalogue of Life.